# اوضاع مثل سابق نیست (و تو بهتر است این را باور کنی)
« اوضاع مثل سابق نیست ( و تو بهتر است این را باور کنی)» (به انگلیسی: Things Ain't What They Used to Be (And You Better Believe It)) آلبومی از هنرمند اهل ایالات متحده آمریکا الا فیتزجرالد است. این آلبوم در سال ۱۹۷۰ میلادی منتشر شد.